# Latvijas Pasts
Latvijas Pasts er en lettisk statsejet virksomhed og udgør postvæsenet i Letland. Virksomheden kan føres tilbage til 1632, da virksomheden oprindeligt etableredes af Axel Oxenstierna, mens en del af det nuværende Letland var en del af Svensk Livland. Det var den prøjsiske postmester Jacob Becker, der stod for oprettelsen af postforbindelser til og i Riga.
Latvijas Pasts etableredes som et nationalt postvæsen i 1918, hvor det selvstændigt fungerede frem til 1940. Den 2. januar 1992 genetableredes Latvijas Pasts, og virksomheden blev efter liberalisering omdannet til et statsejet aktieselskab i 2004.